# SA-303
La SA-303 era una carretera local que discurría entre las localidades de Monleras y Trabanca en la Salamanca. Pertenecía a la Red de Carreteras Autonómicas de la Junta de Castilla y León. Pasa por las localidades salmantinas de Monleras, Almendra y Trabanca. 
Esta antigua carretera local unía la  SA-302  en Monleras con la antigua  C-525  en Trabanca.

## Actualidad
Actualmente esta vía está dividida en las siguientes carreteras:
- SA-302  que corresponde con el tramo que va de Monleras a Almendra (Cruce con antigua carretera  SA-334 ).
- SA-315  que corresponde con el tramo que va de Almendra a Trabanca.
- SC-SA-8  que corresponde con el tramo de circunvalación de Trabanca y va desde el cruce con la  SA-315  al cruce con la  SA-316 .